# Defenzor
Defenzor (latinsky defensor – obhájce) byl volený obránce náboženských zájmů nekatolických českých stavů v 16. a 17. století (25. srpna 1575 – 1620). V roce 1575 předložily české nekatolické stavy na zemském sněmu Českou konfesi (Confessio Bohemica), která představovala společné vyznání víry a kterou císař Maxmilián II. (králem 1564–1576) ústně přislíbil. Poté bylo zvoleno k ochraně náboženských svobod 15 defenzorů, po pěti za panský, rytířský a měšťanský stav. Měli jim být podřízeni superintendenti v každém kraji a všichni evangeličtí duchovní. Již následujícího roku defenzoři úřad složili, když král prohlásil, že se povolení nevztahuje na české bratry, ani na města. Po vydání Rudolfova majestátu 9. července 1609 byl úřad obnoven a počet defenzorů byl navýšen na třicet (po deseti za panský, rytířský a měšťanský stav). V čele sboru defenzorů stál Jan Jiří ze Švamberka. V té době tvořili katolíci jen asi 15% obyvatel, měli však výrazné zastoupení ve vyšší šlechtě a podporu panovníka, Svatého stolce a jezuitského řádu. Počátkem března 1618 zaslali defenzoři stížný list, v němž vyjadřovali nesouhlas s pobořením protestantského kostela v Hrobu a snahou o uzavření kostela v Broumově. Defenzoři svolali do Prahy na březen 1618 sjezd a obrátili se na císaře. Následoval sjezd protestantské šlechty v Karolinu v květnu 1618, který vyústil v defenestraci a v druhé české stavovské protihabsburské povstání. Po bitvě na Bílé hoře se na bývalé defenzory vztahovala císařova proskripční listina, která do Prahy dorazila 20. února 1621.